# Melé Bruniard
Melé Bruniard es el seudónimo artístico de Nélida Elena Bruniard (Reconquista, 19 de noviembre de 1930-30 de marzo de 2020), fue una grabadora de xilografías y dibujante argentina.

## Biografía
Nació en 1930 en Reconquista (a 320 km al norte de la ciudad de Santa Fe). Con su familia, a los diez años de edad, se mudaron a Rosario (Argentina) (a 180 km al sur de la ciudad de Santa Fe).
De 1947 a 1951 estudió en el Instituto Superior de Bellas Artes de Rosario, Universidad Nacional del Litoral, como profesora de dibujo y pintura. Se perfeccionó en el taller de Juan Grela.
Fue integrante de la Agrupación de Grabadores Rosarinos, y también del Grupo Taller.
Accedió al puesto de profesora titular de Grabado, Dibujo e Ilustración, en la Escuela Provincial de Artes Visuales n°3031 "General Manuel Belgrano" .
Ha participado de muestras individuales y colectivas en el país y en el extranjero; y, obtuvo distinciones en salones artísticos. En colecciones privadas y en museos nacionales y extranjeros existen sus obras.

## Obra
Sus vivencias infantiles de su ciudad natal, las ha transmitido con esos paisajes interiores a su obra.
Esas vivencias de realidad y la fantasía retenidas en imágenes, enriquecieron su imaginación creativa para transponerlas luego a sus obras.
Como dibujante y grabadora su obra es fruto de una búsqueda técnica y de su imaginación creativa; ella concibe imágenes espontáneas y simples.
Prefiere en sus xilografías los cortes a filo otorgando mucho carácter a su línea constructiva. Su imaginería son tramados y laberintos de personajes, objetos, fauna, símbolos.

## Honores[2]
- 2000-2001: La Academia Nacional de Bellas Artes le otorga el Premio Alberto J. Trabucco de Grabado, por la impresión xilográfica Damero para un bestiario (2000)

- Junio de 2012: el Museo Castagnino+macro de Rosario realizó una muestra antológica titulada Mele Bruniard. Intérprete de la xilografía, curada por Nancy Rojas.

- 2013: el Senado de la Nación Argentina, declaró de interés cultural su obra.[3]